# Chailly-sur-Armançon
Pour les articles homonymes, voir Chailly et Armançon (homonymie).
Chailly-sur-Armançon est une commune française située dans le canton d'Arnay-le-Duc du département de la Côte-d'Or, en région Bourgogne-Franche-Comté. En 2017, elle compte 244 habitants.

## Géographie

### Climat
Pour des articles plus généraux, voir Climat de la Bourgogne-Franche-Comté et Climat de la Côte-d'Or.
En 2010, le climat de la commune est de type climat des marges montargnardes, selon une étude du Centre national de la recherche scientifique s'appuyant sur une série de données couvrant la période 1971-2000. En 2020, Météo-France publie une typologie des climats de la France métropolitaine dans laquelle la commune est exposée à un climat océanique altéré et est dans la région climatique  Lorraine, plateau de Langres, Morvan, caractérisée par un hiver rude (1,5 °C), des vents modérés et des brouillards fréquents en automne et hiver. 
Pour la période 1971-2000, la température annuelle moyenne est de 9,9 °C, avec une amplitude thermique annuelle de 16,6 °C. Le cumul annuel moyen de précipitations est de 923 mm, avec 12,7 jours de précipitations en janvier et 8 jours en juillet. Pour la période 1991-2020, la température moyenne annuelle observée sur la station météorologique de Météo-France la plus proche, « Pouilly-en-Aux_sapc », sur la commune de Pouilly-en-Auxois à 6 km à vol d'oiseau, est de 10,7 °C et le cumul annuel moyen de précipitations est de 859,1 mm,. Pour l'avenir, les paramètres climatiques de la commune estimés pour 2050 selon différents scénarios d'émission de gaz à effet de serre sont consultables sur un site dédié publié par Météo-France en novembre 2022.

## Urbanisme

### Typologie
Au 1er janvier 2024, Chailly-sur-Armançon est catégorisée commune rurale à habitat dispersé, selon la nouvelle grille communale de densité à 7 niveaux définie par l'Insee en 2022.
Elle est située hors unité urbaine et hors attraction des villes,.

### Occupation des sols
L'occupation des sols de la commune, telle qu'elle ressort de la base de données européenne d’occupation biophysique des sols Corine Land Cover (CLC), est marquée par l'importance des territoires agricoles (72,8 % en 2018), une proportion sensiblement équivalente à celle de 1990 (72,7 %). La répartition détaillée en 2018 est la suivante : prairies (39,2 %), terres arables (29,4 %), forêts (21,1 %), espaces verts artificialisés, non agricoles (4,3 %), zones agricoles hétérogènes (4,3 %), zones urbanisées (1,8 %). L'évolution de l’occupation des sols de la commune et de ses infrastructures peut être observée sur les différentes représentations cartographiques du territoire : la carte de Cassini (XVIIIe siècle), la carte d'état-major (1820-1866) et les cartes ou photos aériennes de l'IGN pour la période actuelle (1950 à aujourd'hui).

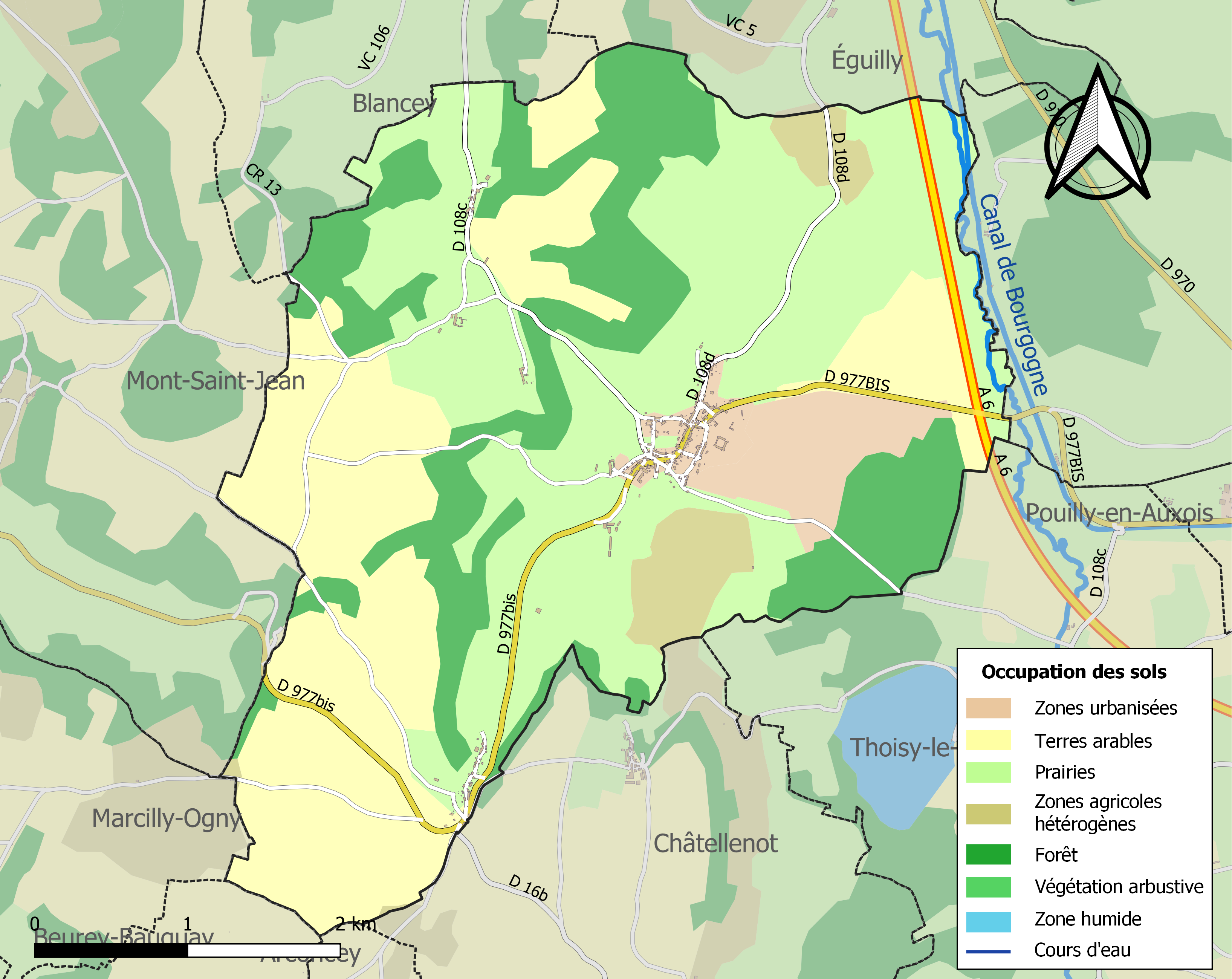
Carte des infrastructures et de l'occupation des sols de la commune en 2018 (CLC).

## Politique et administration
| Période                                  | Période   | Identité           | Étiquette | Qualité |
| ---------------------------------------- | --------- | ------------------ | --------- | --- |
| mars 1989                                | mars 2001 | François Patriat   | PS        | Vétérinaire Sénateur de la Côte-d'Or depuis 2008 Conseiller général du canton de Pouilly-en-Auxois (1976-2008), régional, député (1981-1993 et 1997-2000) puis ministre (2000-2002) Président du conseil régional de Bourgogne (2004-2015) |
| mars 2001                                | mars 2008 | André Loizon (d)   | DVG       | Officier de gendarmerie en retraite |
| mars 2008                                | mai 2020  | Didier Lévy (d)    | PS        | Retraité de la fonction publique |
| mai 2020                                 | En cours  | Bernard Chalon (d) |           | Ancien employé |
| Les données manquantes sont à compléter. |           |                    |           | |

## Démographie
L'évolution du nombre d'habitants est connue à travers les recensements de la population effectués dans la commune depuis 1793. Pour les communes de moins de 10 000 habitants, une enquête de recensement portant sur toute la population est réalisée tous les cinq ans, les populations de référence des années intermédiaires étant quant à elles estimées par interpolation ou extrapolation. Pour la commune, le premier recensement exhaustif entrant dans le cadre du nouveau dispositif a été réalisé en 2006.

En 2022, la commune comptait 276 habitants, en évolution de +12,65 % par rapport à 2016 (Côte-d'Or : +0,82 %, France hors Mayotte : +2,11 %).
| 1793 | 1800 | 1806 | 1821 | 1831 | 1836 | 1841 | 1846 | 1851 |
| ---- | ---- | ---- | ---- | ---- | ---- | ---- | ---- | ---- |
| 632  | 710  | 706  | 644  | 690  | 679  | 623  | 715  | 665  |

| 1856 | 1861 | 1866 | 1872 | 1876 | 1881 | 1886 | 1891 | 1896 |
| ---- | ---- | ---- | ---- | ---- | ---- | ---- | ---- | ---- |
| 621  | 635  | 553  | 572  | 541  | 533  | 553  | 523  | 523  |

| 1901 | 1906 | 1911 | 1921 | 1926 | 1931 | 1936 | 1946 | 1954 |
| ---- | ---- | ---- | ---- | ---- | ---- | ---- | ---- | ---- |
| 473  | 440  | 427  | 404  | 385  | 357  | 313  | 324  | 327  |

| 1962 | 1968 | 1975 | 1982 | 1990 | 1999 | 2006 | 2011 | 2016 |
| ---- | ---- | ---- | ---- | ---- | ---- | ---- | ---- | ---- |
| 306  | 310  | 245  | 231  | 193  | 201  | 270  | 255  | 245  |

| 2021 | 2022 | - | - | - | - | - | - | - |
| ---- | ---- | - | - | - | - | - | - | - |
| 265  | 276  | - | - | - | - | - | - | - |

## Lieux et monuments
- Le château de Chailly-sur-Armançon est au XIIe siècle, une simple maison-forte. Au début du XVe siècle, Jean, seigneur de Loges, en fait une véritable forteresse dotée de quatre tours et d'un pont-levis. Son petit-fils Hugues la transforme en demeure Renaissance, aspect que le château conserve. Les familles Lenet, Brunet et du Tillet s'y succèdent. En 1789, le château est protégé contre les excès révolutionnaires, car son domaine est exploité par un fermier de Seigneurie, Augustin Godard, maire de Chailly et lieutenant criminel à Arnay-le-Duc. Celui-ci rachète le château en 1796, avant qu'il ne soit revendu à la famille Chalon en 1888.  Le propriétaire actuel, Yasuhiko Sata, fait réhabiliter le château à partir de 1987. Il est alors classé aux monuments historiques et transformé en l'un des plus luxueux hôtels-golfs de Bourgogne. En 2003, Yasuhiko Sata y crée également la course pour la paix, en hommage à la Vierge de Nagasaki[16].
- La croix de cimetière, inscrite monument historique par arrêté du 21 novembre 1925[17].
- L'église paroissiale Saint-Ursin-et-Saint-Barthélemy.
- Le puits sacré de Saint-Ursin, au cimetière.

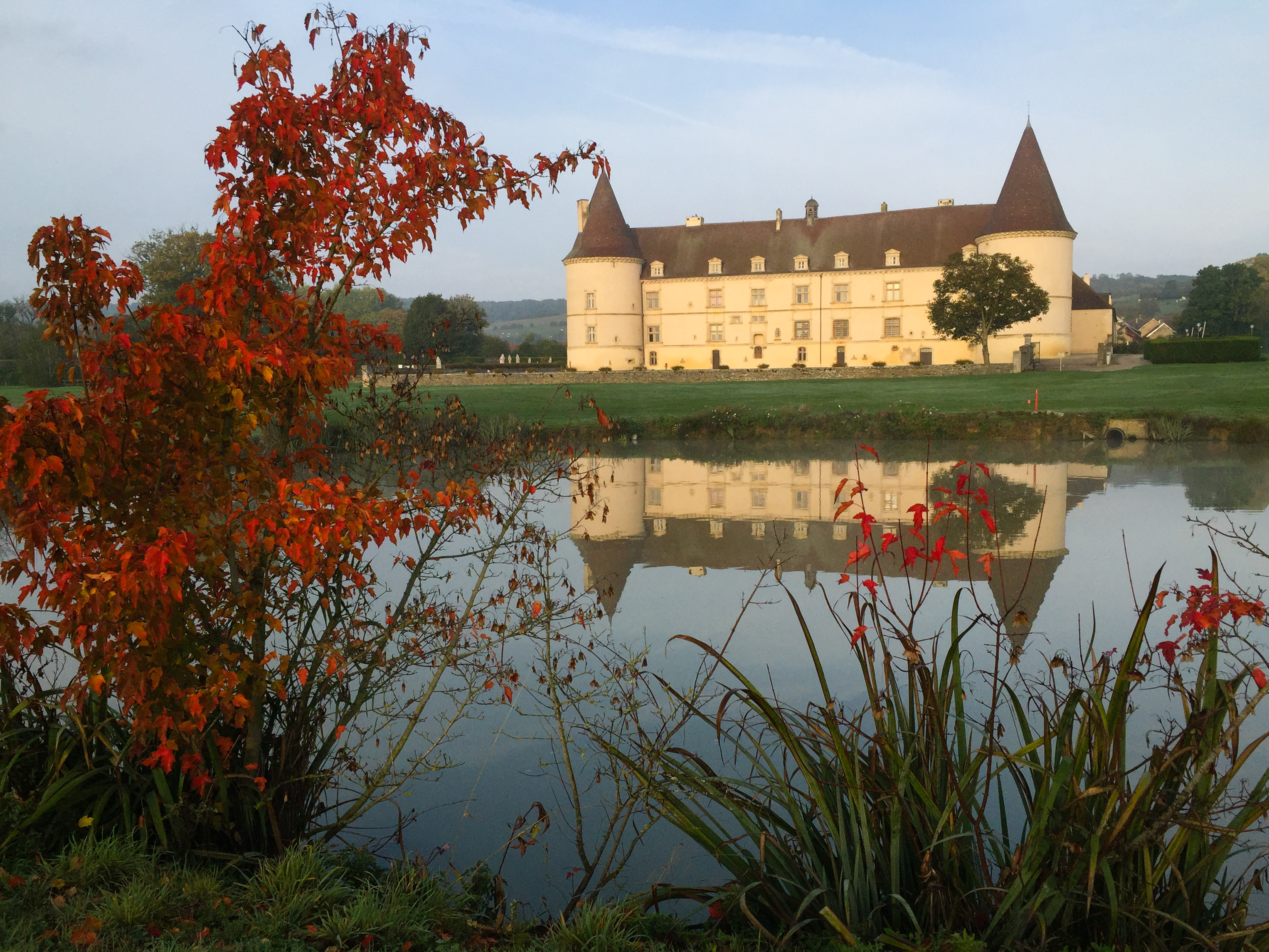
Le château.
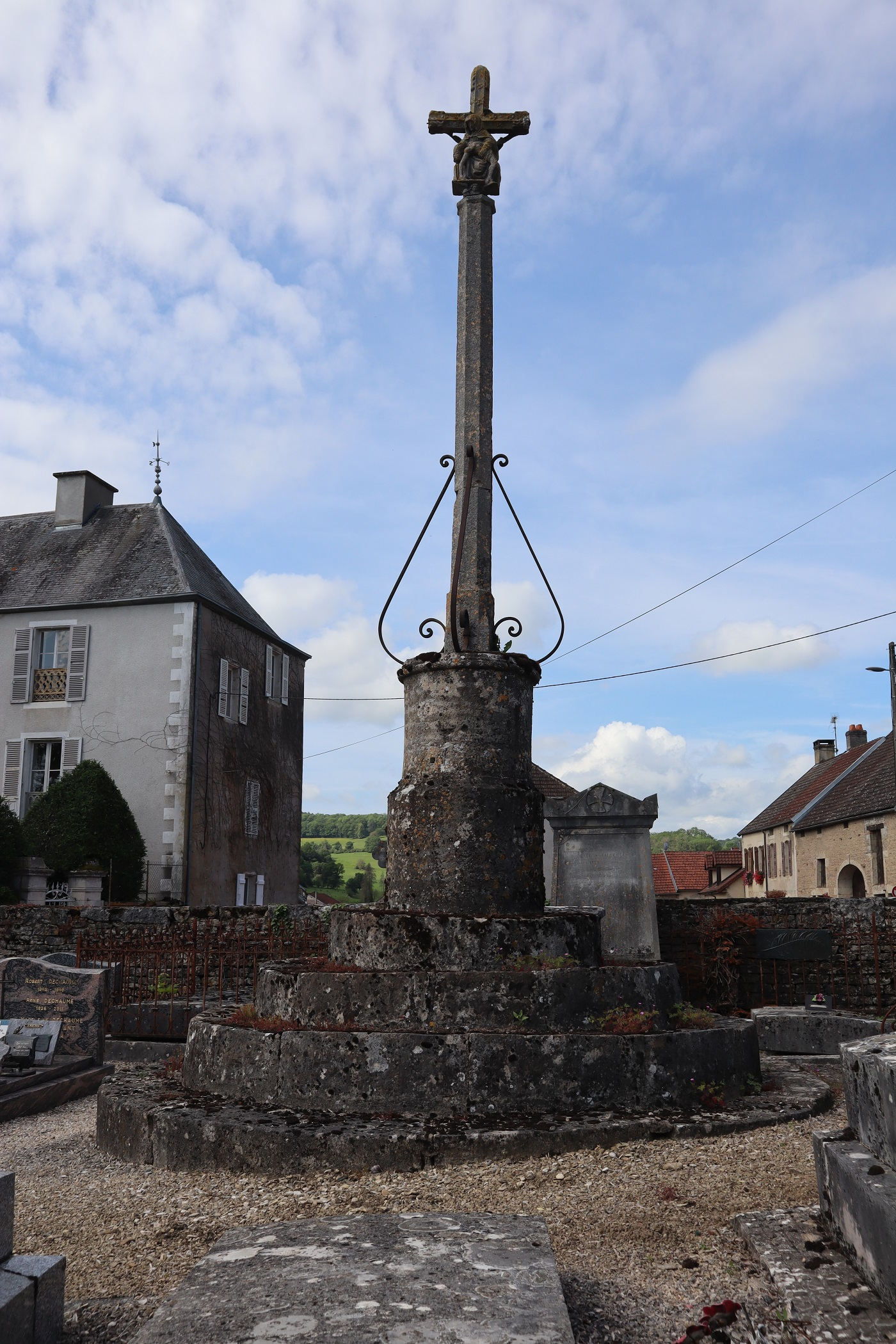
La croix de cimetière.
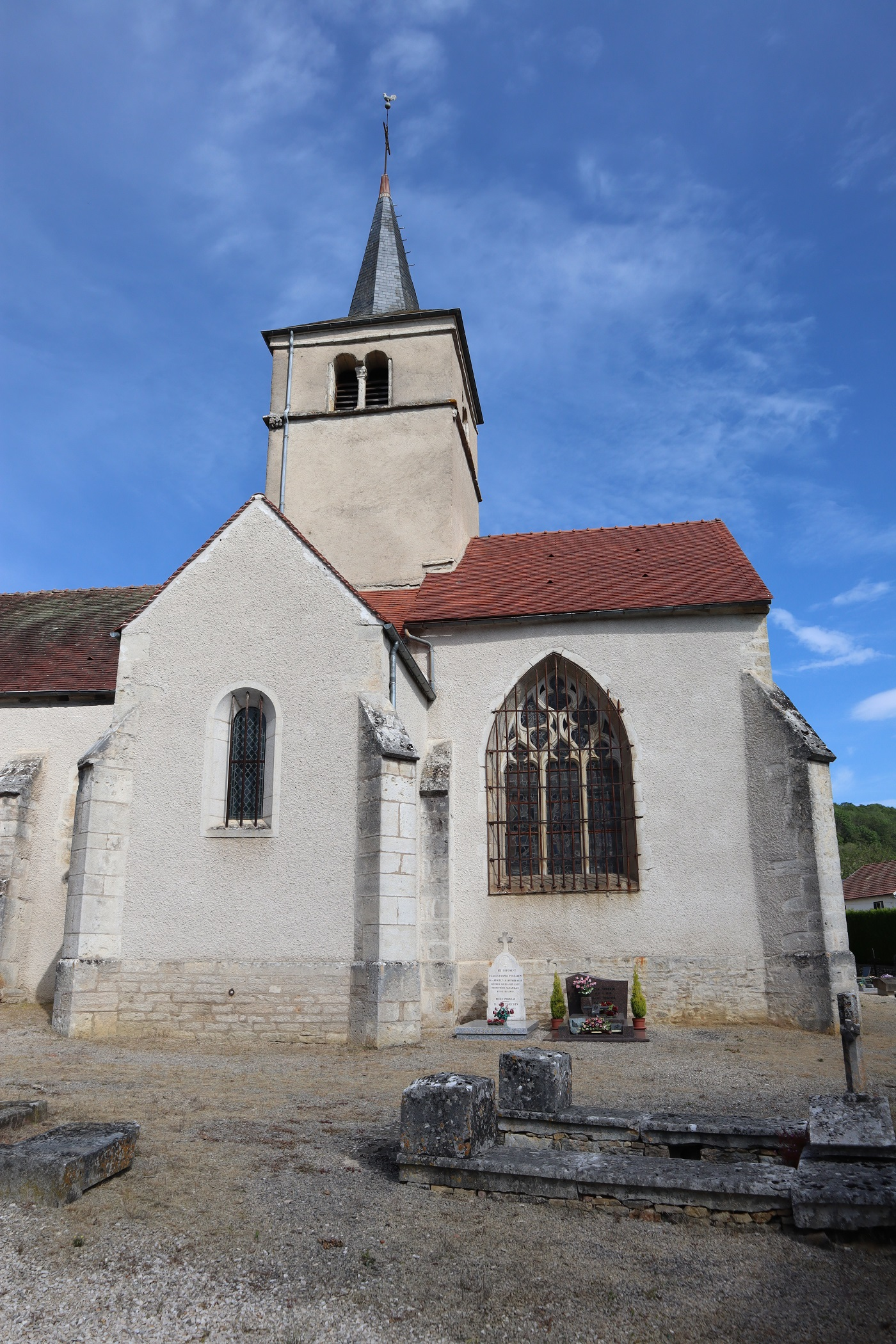
L'église Saint-Ursin et Saint-Barthélemy.
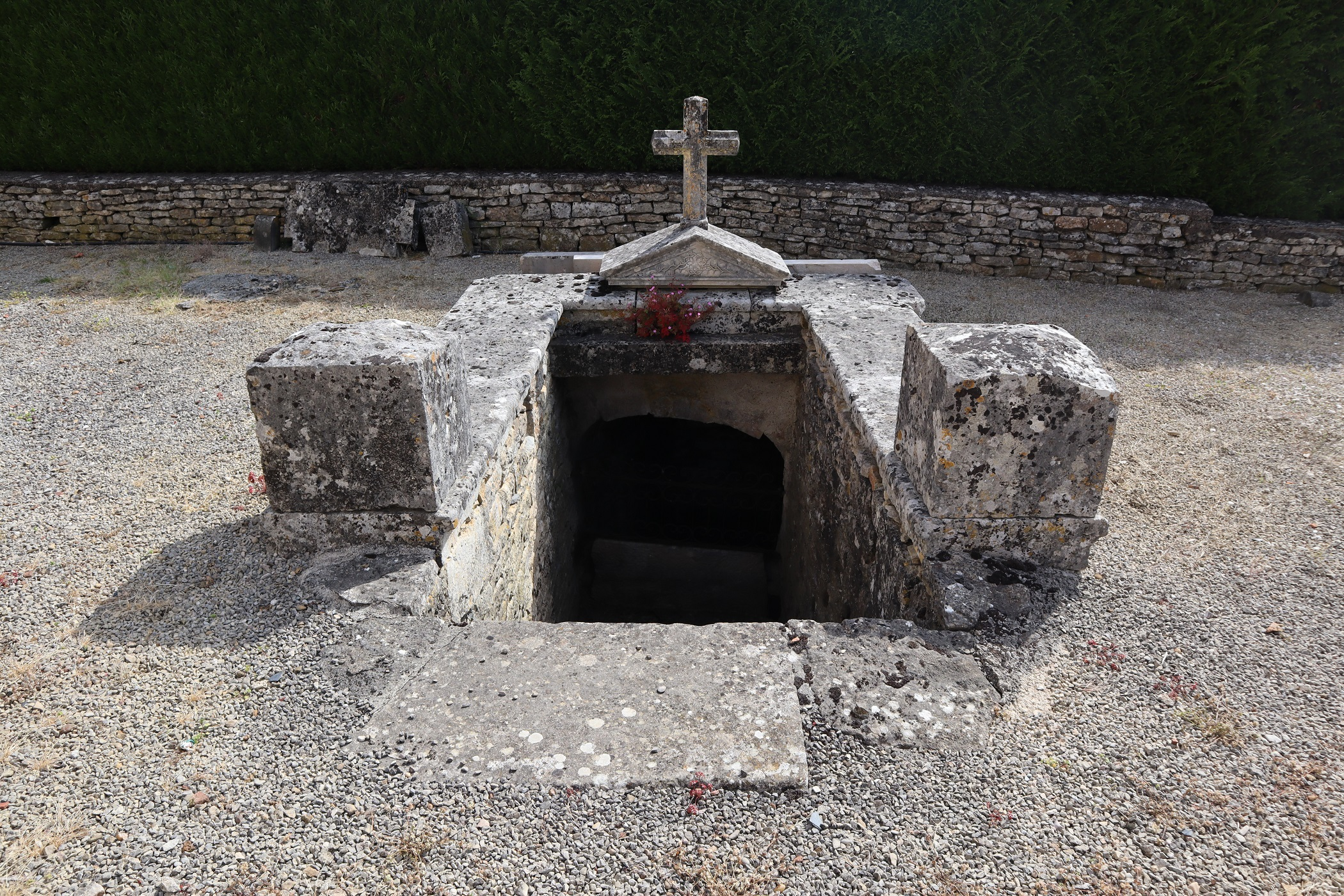
Puits de Saint-Ursin.

## Personnalités liées à la commune
Sont liées à la commune les personnalités suivantes :
- Jacques Bonvalet (1774-1862), marchand de vins puis fondateur d'un restaurant parisien, père de Théodore-Jacques Bonvalet, est né à Chailly ;
- Pierre Alexandre Godard-Poussignol (1793-1872), homme politique né et décédé à Chailly-sur-Armançon, député de la Côte-d'Or de 1848 à 1849.
- François Patriat, vétérinaire, sénateur de la Côte-d'Or, maire de Chailly-sur-Armançon de 1989 à 2001, ancien président du conseil régional de Bourgogne, député (1981-1993 et 1997-2000) et enfin secrétaire d'État puis ministre (2000-2002).